# Pericyt

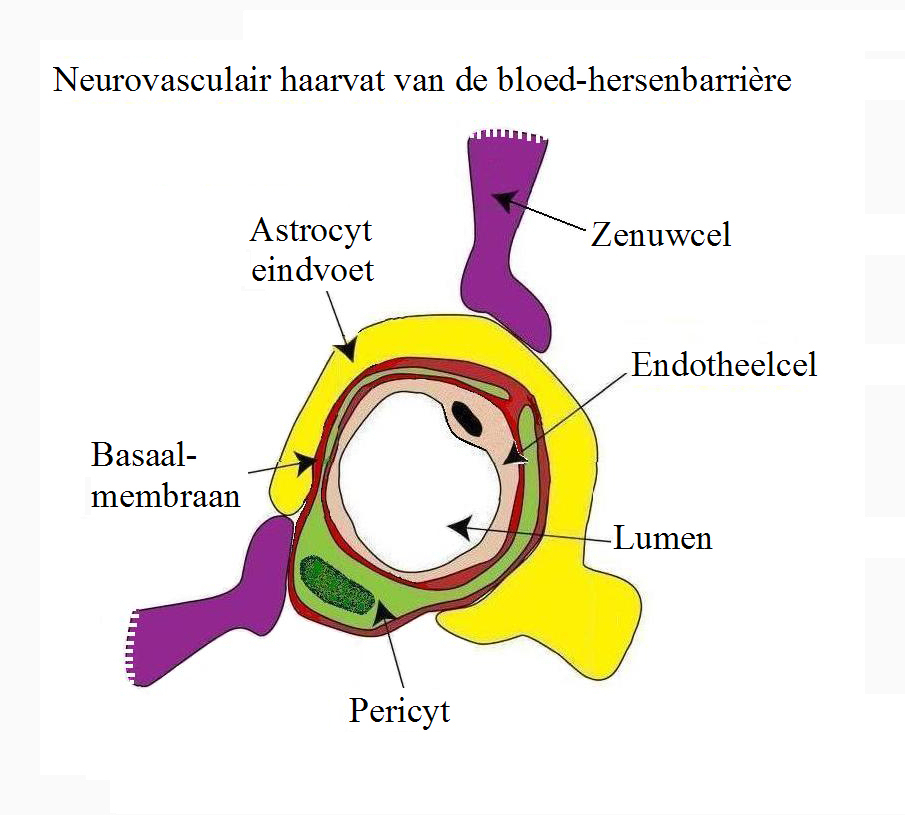
Neurovasculair haarvat van de bloed-hersenbarrière.

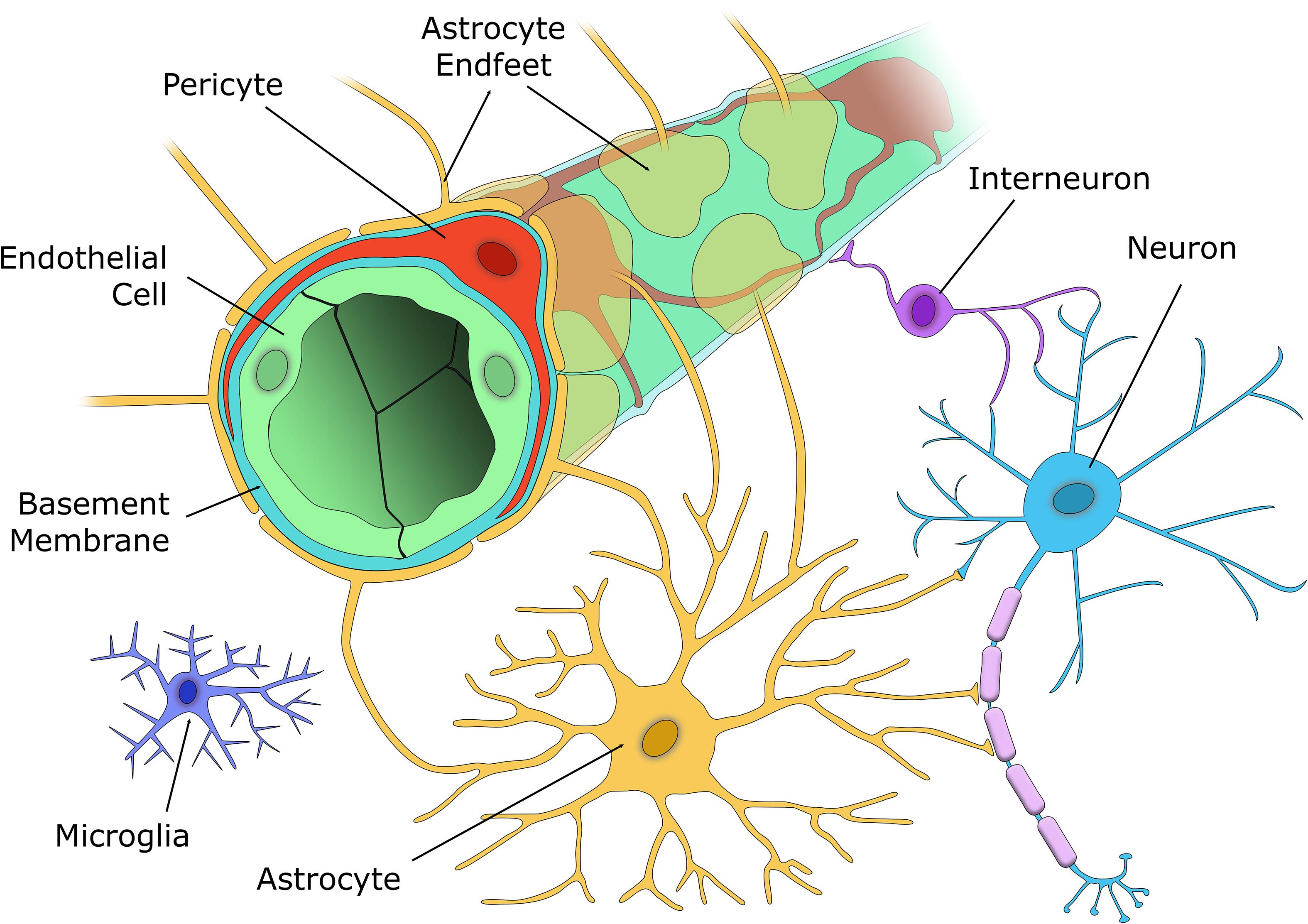
Neurovasculair haarvat

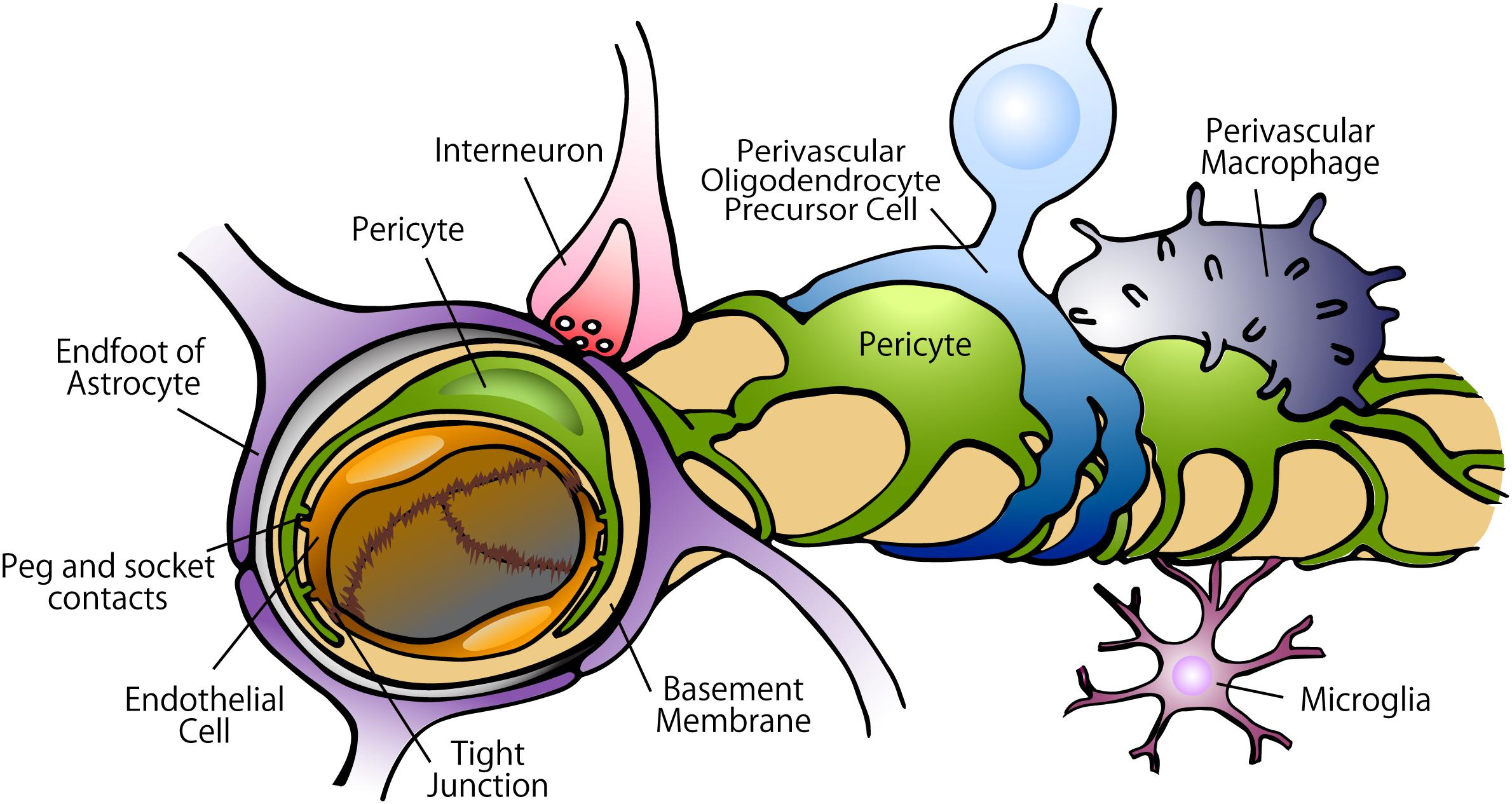
Pen-en-gat-verbingen

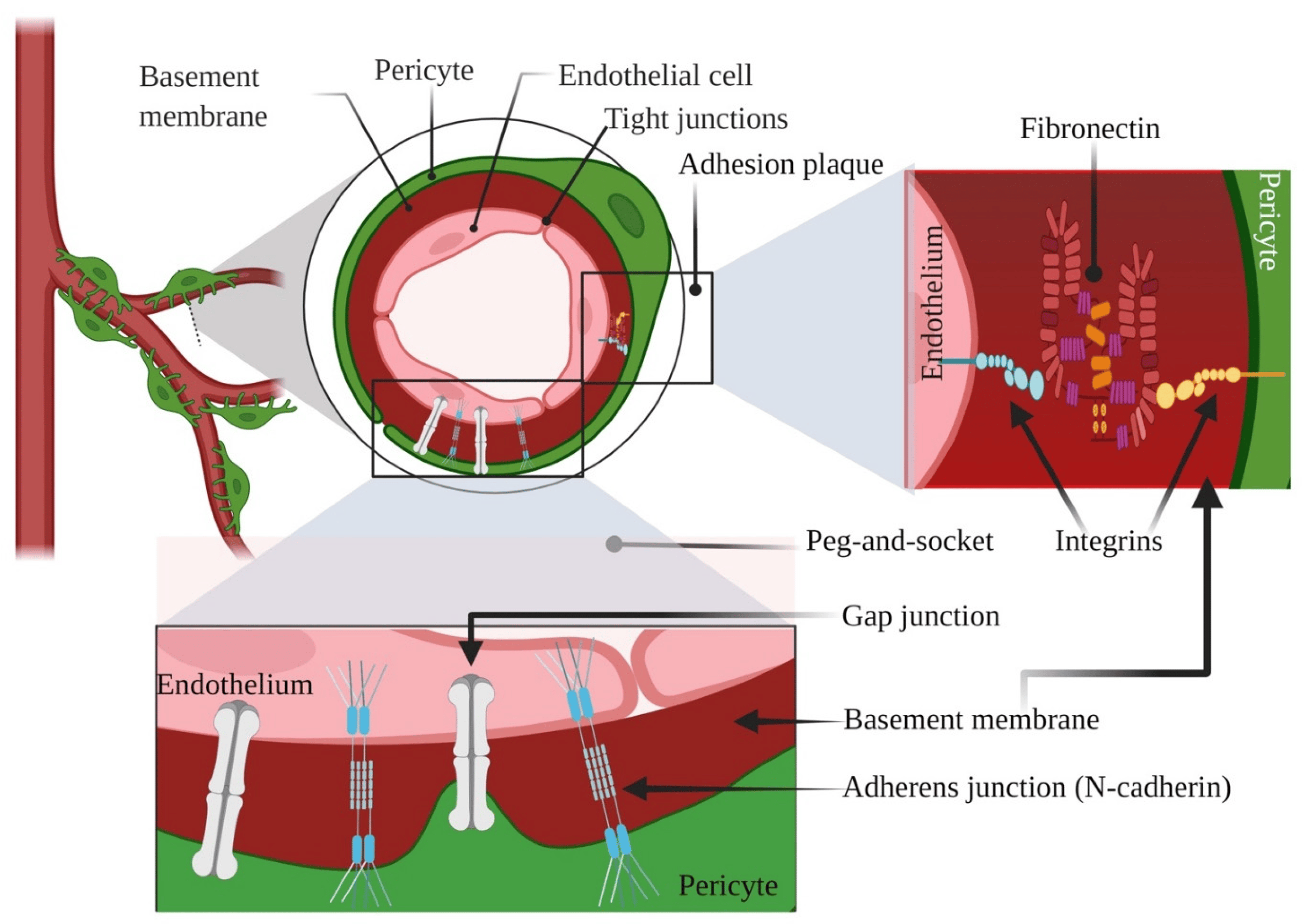
Pericyt-endotheliale verbindingen

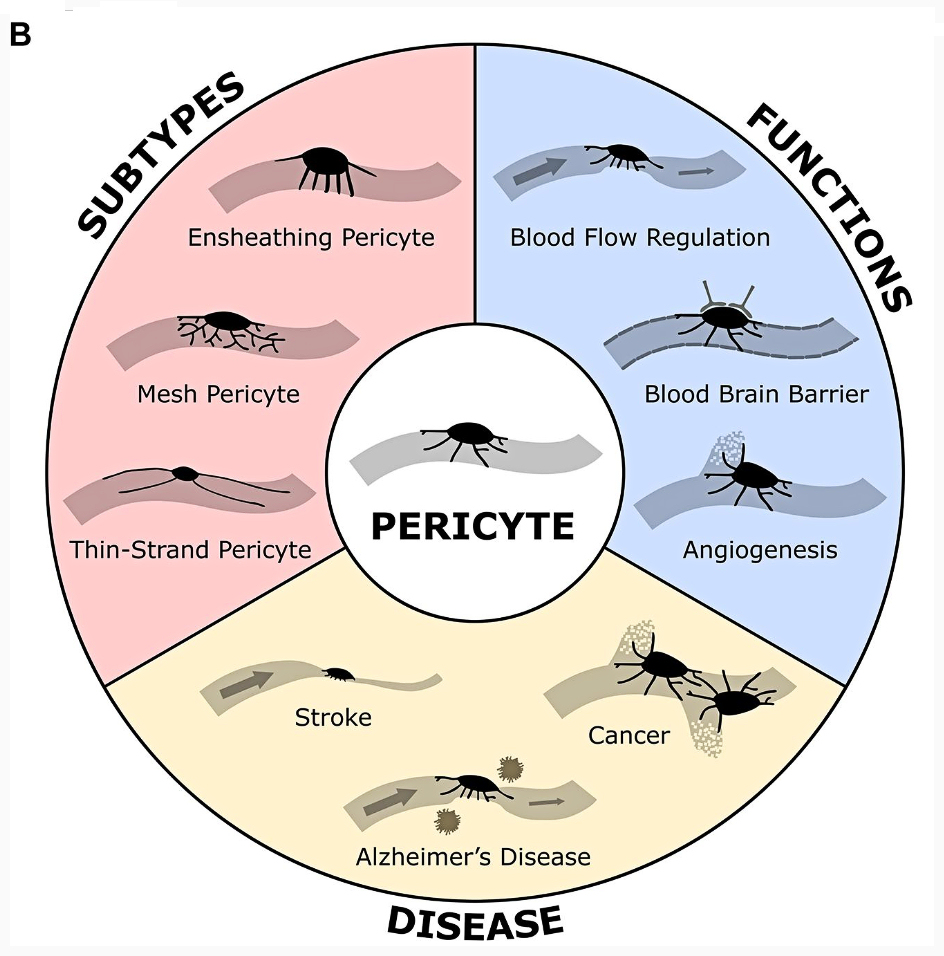
Overzicht van de belangrijkste subtypen pericyten, hun functies en rollen bij ziekten.

Pericyten (vroeger Rouget-cellen genoemd) zijn multifunctionele cellen van de microcirculatie, die rondom de endotheelcellen van de haarvaten zitten. Ze hebben primaire uitlopers die zich in de lengterichting langs de haarvatwand uitstrekken en secundaire laterale uitlopers die zich rondom het haarvat uitstrekken. Het cytoplasma van pericyten bevat microtubuli die zich langs de as van de primaire uitsteeksels uitstrekken. Ze werden voor het eerst geïdentificeerd in de jaren 1870, maar er werd in de daaropvolgende eeuw weinig aandacht aan besteed. De naam pericyt werd door Zimmerman in 1923 aan de cel gegeven. Pericyten zijn ingebed in het basaalmembraan van haarvaten, waar ze communiceren met endotheelcellen door middel van zowel direct fysiek contact als paracriene celsignalering. De morfologie, distributie, dichtheid en moleculaire vingerafdrukken van pericyten variëren tussen organen en bloedvaten.  Pericyten helpen bij het handhaven van homeostatische en hemostatische functies in de hersenen, dat een van de organen is die wordt gekenmerkt door een hogere pericytbedekking. Ze ondersteunen ook de bloed-hersenbarrière. Deze cellen zijn ook een belangrijk onderdeel van het neurovasculair systeem, die endotheelcellen, astrocyten en zenuwcellen omvat. Er wordt verondersteld dat pericyten de bloedstroom door de haarvaten reguleren. In vitro verwijderden ze celresten door fagocytose. Pericyten stabiliseren en bewaken de rijping van endotheelcellen door middel van directe communicatie tussen het celmembraan en via paracriene signalering. Een tekort aan pericyten in het centraal zenuwstelsel kan leiden tot een verhoogde doorlaatbaarheid van de bloed-hersenbarrière.

## Structuur
In het centraalzenuwstelsel omgeven de pericyten de endotheelcellen die de binnenkant van de haarvaten bekleden. Deze twee soorten cellen kunnen gemakkelijk van elkaar worden onderscheiden op basis van de aanwezigheid van de ronde celkern van de pericyt in vergelijking met de platte langwerpige celkern van de endotheelcellen. Pericyten hebben ook vingerachtige uitsteeksels die zich om de haarvatwand wikkelen, waardoor de cellen de bloedstroom in het haarvat kunnen reguleren.
Zowel pericyten als endotheelcellen delen een basaalmembraan waar verschillende intercellulaire verbindingen worden gemaakt. Veel soorten integrinemoleculen vergemakkelijken de communicatie tussen pericyten en endotheelcellen die gescheiden worden door het basaalmembraan. Pericyten kunnen ook directe verbindingen vormen met aangrenzende cellen door het vormen van pen-en-gat-verbingen waarin delen van de cellen in elkaar grijpen, vergelijkbaar met de tandwielen van een klok. Op deze in elkaar grijpende plekken kunnen gap junctions worden gevormd, waardoor de pericyten en aangrenzende cellen ionen en kleine moleculen kunnen uitwisselen. Belangrijke moleculen in deze intercellulaire verbindingen zijn onder andere N-cadherine, fibronectine, connexine en verschillende integrinen.
In sommige regio's van het basaalmembraan kunnen focale adhesies worden gevonden die zijn samengesteld uit fibronectine. Deze focale adhesies vergemakkelijken de verbinding van het basaalmembraan met de cytoskelet die is samengesteld uit actine en het celmembraan van de pericyten en endotheelcellen. Het actine cytoskelet van een cel wordt door de focale adhesie mechanisch gekoppeld aan het substraat (de extracellulaire matrix).

## Functie

### Skeletspierregeneratie en vetvorming
Pericyten in de dwarsgestreepte skeletspieren zijn twee verschillende populaties, elk met hun eigen rol. Het eerste pericytensubtype (Type-1) kan differentiëren tot vetcellen, terwijl het andere (Type-2) tot spiercellen kan differentiëren. Type-1 wordt gekenmerkt door negatieve expressie voor nestine (PDGFRβ+CD146+Nes-) en type-2 wordt gekenmerkt door positieve expressie voor nestine (PDGFRβ+CD146+Nes+). Hoewel beide typen kunnen prolifereren als reactie op glycerol- of bariumchloride-geïnduceerde verwonding, geven type-1-pericyten alleen aanleiding tot adipocyten als reactie op glycerolinjectie en gaan type-2 skeletspiercellen vormen als reactie op beide typen verwonding. Het is niet bekend in welke mate type-1 pericyten bijdragen aan de vetophoping.

### Angiogenese en de overleving van endotheelcellen
Pericyten worden ook geassocieerd met endotheelceldifferentiatie en -proliferatie, angiogenese, overleving van apoptotische signalen en celmigratie. Bepaalde pericyten, bekend als microvasculaire pericyten, ontwikkelen zich rond de wanden van haarvaten en helpen deze hun functie te vervullen. Haarvatpericyten zijn mogelijk geen samentrekkende cellen, omdat ze geen alfa-actine-isovormen hebben, structuren die veel voorkomen bij andere samentrekkende cellen. Deze cellen communiceren met endotheelcellen via gap junctions en zorgen er op hun beurt voor dat endotheelcellen prolifereren of selectief worden geremd. Als dit proces niet zou plaatsvinden, zouden hyperplasie en abnormale vasculaire morfogenese het gevolg kunnen zijn. Deze typen pericyten kunnen ook exogene eiwitten fagocyteren. Dit suggereert dat het celtype mogelijk is afgeleid van microglia.
Er is een typeringsrelatie met andere celtypen voorgesteld, waaronder gladde spiercellen, zenuwcellen, NG2 glia, NG2 gliacel,[19] spiervezels, adipocyten, evenals fibroblasten en andere mesenchymatische stamcellen. Het regeneratieve vermogen van pericyten wordt beïnvloed door veroudering. Een dergelijke veelzijdigheid is nuttig, omdat ze actief bloedvaten in het hele lichaam opnieuw bewerken en daardoor homogeen kunnen opgaan in de lokale weefselomgeving.
Naast het creëren en opnieuw bewerken van bloedvaten, is gebleken dat pericyten endotheelcellen beschermen tegen dood door apoptose of cytotoxische elementen. In vivo is aangetoond dat pericyten een hormoon vrijgeven dat bekendstaat als pericytische aminopeptidase N/pAPN, dat kan helpen angiogenese te bevorderen. Toen dit hormoon werd gemengd met endotheelcellen in de grote hersenen en astrocyten, groepeerden de pericyten zich in structuren die leken op haarvaten. Bovendien, wanneer de experimentele groep geen pericyten bevatten, zouden de endotheelcellen apoptose ondergaan. Er werd dus geconcludeerd dat pericyten aanwezig moeten zijn om de juiste functie van endotheelcellen te garanderen, en astrocyten moeten aanwezig zijn om ervoor te zorgen dat beide in contact blijven. Als dat niet het geval is, kan er geen goede angiogenese plaatsvinden. Er is ook ontdekt dat pericyten bijdragen aan het overleven van endotheelcellen, omdat ze het eiwit Bcl-w afscheiden tijdens cellulaire over en weer beïnvloeding. Bcl-w is een instrumenteel eiwit in het pad dat VEGF-A-expressie afdwingt en apoptose ontmoedigt. Hoewel er enige speculatie is over de reden waarom VEGF direct verantwoordelijk is voor het voorkomen van apoptose, wordt aangenomen dat het verantwoordelijk is voor het moduleren van apoptotische signaaltransductiepaden en het remmen van de activering van apoptose-inducerende enzymen. Twee biochemische mechanismen die door VEGF worden gebruikt om dit te bereiken, zijn fosforylering van extracellulaire regulerende kinase 1 (ERK-1), die de overleving van cellen in de loop van de tijd in stand houdt, en remming van stress-geactiveerde proteïnekinase/c-jun-NH2-kinase, die ook apoptose bevordert.

### Bloed-hersenbarrière
Pericyten spelen een cruciale rol in de vorming en functionaliteit van de bloed-hersenbarrière. Deze barrière bestaat uit endotheelcellen en zorgt voor de bescherming en functionaliteit van de hersenen en het centraal zenuwstelsel. Er is ontdekt dat pericyten na de geboorte cruciaal zijn voor de vorming van deze barrière. Pericyten zijn verantwoordelijk voor de vorming van  zonula occludens en vesikeltransport tussen endotheelcellen. Bovendien maken ze de vorming van de bloed-hersenbarrière mogelijk door de effecten van de centraal zenuwstelsel-witte bloedcellen (die de vorming van de barrière kunnen beschadigen) te remmen en door de expressie van moleculen die de vasculaire doorlaatbaarheid verhogen, te verminderen.
Naast de vorming van de bloed-hersenbarrière spelen pericyten ook een actieve rol in de functionaliteit ervan. Diermodellen met ontwikkelingsverlies van pericyten tonen verhoogde endotheeltranscytose, evenals arterioveneuze malformatie, verhoogde expressie van leukocytadhesiemoleculen en microaneurysma's. Er wordt ook verondersteld dat het verlies of de disfunctie van pericyten bijdraagt aan neurodegeneratieve ziekten zoals de ziekte van Alzheimer, de ziekte van Parkinson en ALS door het afbreken van de bloed-hersenbarrière.

### Bloedstroom
Steeds meer bewijs suggereert dat pericyten de bloedstroom op haarvatniveau kunnen reguleren. Voor het netvlies zijn er films gepubliceerd die laten zien dat pericyten haarvaten vernauwen wanneer hun membraanpotentiaal wordt gewijzigd om calciuminstroom op gang te brengen, en in de hersenen is gerapporteerd dat neuronale activiteit de lokale bloedstroom verhoogt door pericyten aan te zetten haarvaten te verwijden voordat stroomopwaartse arteriole verwijding optreedt. Het lijkt erop dat verschillende signaalpaden de vernauwing van haarvaten door pericyten en van arteriolen door gladde spiercellen reguleren. Studies bij ratten hebben een dergelijk signaalpad gevonden waarin na een verwonding aan het ruggenmerg en geïnduceerde hypoxie onder de verwonding, er sprake is van overmatige activiteit van monoaminereceptoren op pericyten die lokaal haarvaten vernauwen en de bloedstroom tot ischemische niveaus reduceren.
Pericyten zijn belangrijk bij het in stand houden van de bloedsomloop. In een studie met volwassen muizen met pericyte-deficiëntie werd de cerebrale bloedstroom verminderd met gelijktijdige vasculaire regressie als gevolg van verlies van zowel endotheel als pericyten. Er werd significant grotere hypoxie gerapporteerd in de hippocampus van muizen met pericyte-deficiëntie, evenals ontsteking, en leer- en geheugenstoornissen.

### Interstitiële druk
De interstitiële druk waaraan pericyten worden blootgesteld, zal naar verwachting voor elk subtype verschillen vanwege de verschillen in lokalisatie; de druk wordt geschat op ongeveer 50 mmHg voor ePC's, ongeveer 30 mmHg voor tsPC's en ongeveer 15 mmHg voor sPC's. ePC's zijn pericyten rondom pre-haarvaten, tsPC's zijn dunstrengige pericyten op haarvaten en sPC's zijn stervormige pericyten op post-haarvaten.

## Klinische betekenis
Vanwege hun cruciale rol bij het handhaven en reguleren van de structuur van endotheelcellen en de bloedstroom, worden afwijkingen in de pericytfunctie gezien bij veel pathologieën. Ze kunnen ofwel in overmaat aanwezig zijn, wat leidt tot ziekten zoals hypertensie en tumorvorming, of in deficiëntie, wat leidt tot neurodegeneratieve ziekten, zoals de ziekte van Alzheimer, de ziekte van Parkinson en ALS.

### Hemangioom

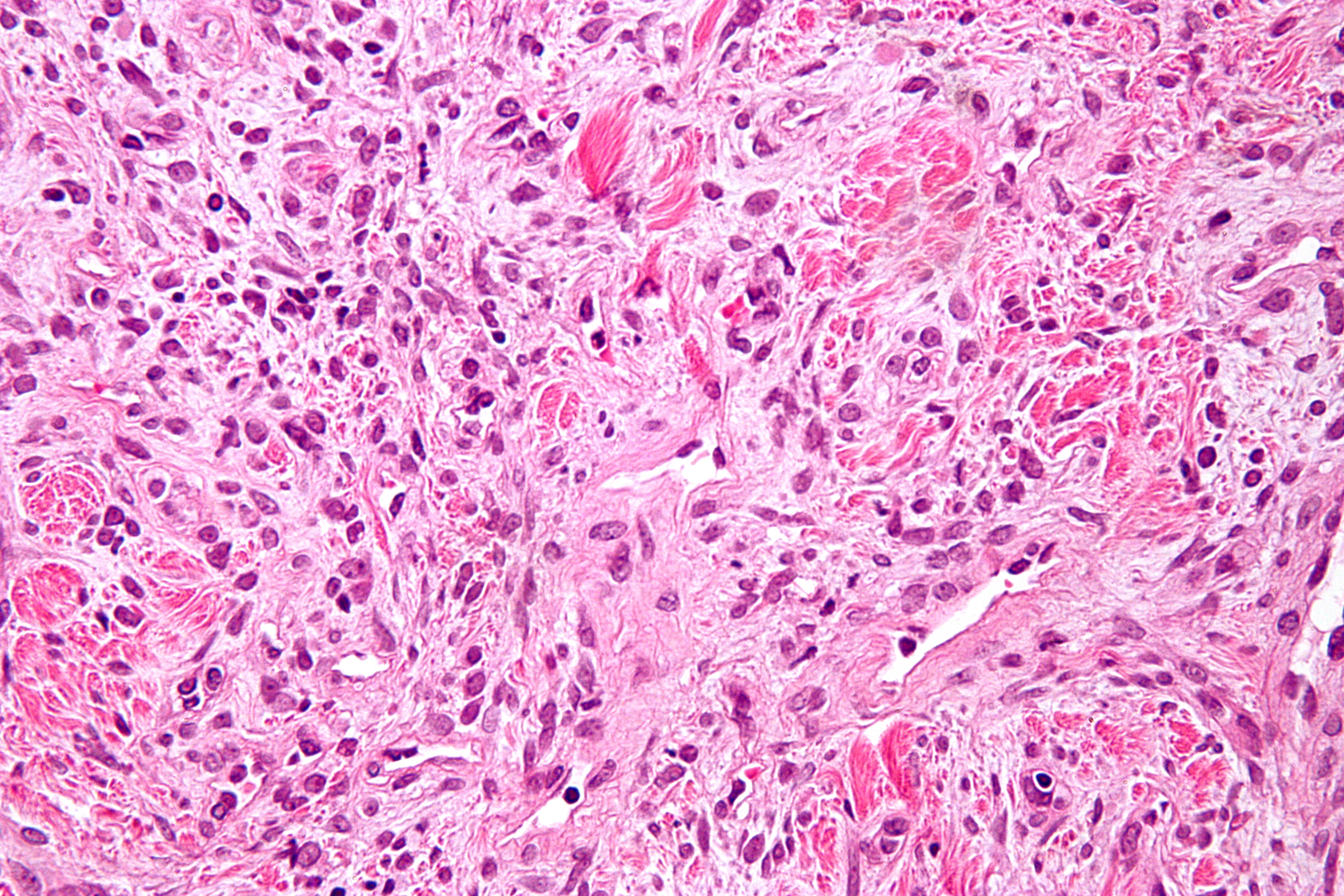
Een solitaire fibreuze tumor die hoogstwaarschijnlijk een hemangiopericytoom is. Het omringt een hertshoornvormig bloedvat (in het midden), wat het gevolg is van de rangschikking van pericyten rond het vat.

De klinische fasen van hemangioom hebben fysiologische verschillen, gecorreleerd met door Takahashi et al.  opgestelde immunofenotypische profielen. Tijdens de vroege proliferatieve fase (0-12 maanden) brengen de tumoren prolifererend celkernantigeen (pericytesna), vasculair endotheliale groeifactor (VEGF) en type IV collageenase (MMP2) tot expressie, de eerste twee gelokaliseerd in zowel endotheel als pericyten, en de laatste alleen in endotheel. De vasculaire merkers CD31, Vonwillebrandfactor (vWF) en gladde spieractine (pericytmerker) zijn aanwezig tijdens de prolifererende en involutieve fase, maar gaan verloren nadat de laesie volledig is geïnvolueerd.

### Hemangiopericytoom
Hemangiopericytoom is een zeldzame vasculaire neoplasie, of abnormale groei, die goedaardig of kwaadaardig kan zijn. In zijn kwaadaardige vorm kan er uitzaaiing optreden naar de longen, lever, hersenen en armen en benen. Het manifesteert zich meestal in het dijbeen en proximale scheenbeen als een osteosarcoom, en wordt meestal aangetroffen bij oudere personen, hoewel er gevallen zijn gevonden bij kinderen. Hemangiopericytoom wordt veroorzaakt door de overmatige lagen pericyten rond onjuist gevormde bloedvaten. De diagnose van deze tumor is moeilijk vanwege het onvermogen om pericyten te onderscheiden van andere soorten cellen met behulp van lichtmicroscopie. De behandeling kan chirurgische verwijdering en radiotherapie omvatten, afhankelijk van de mate van botpenetratie en het stadium in de ontwikkeling van de tumor.

### Diabetische retinopathie

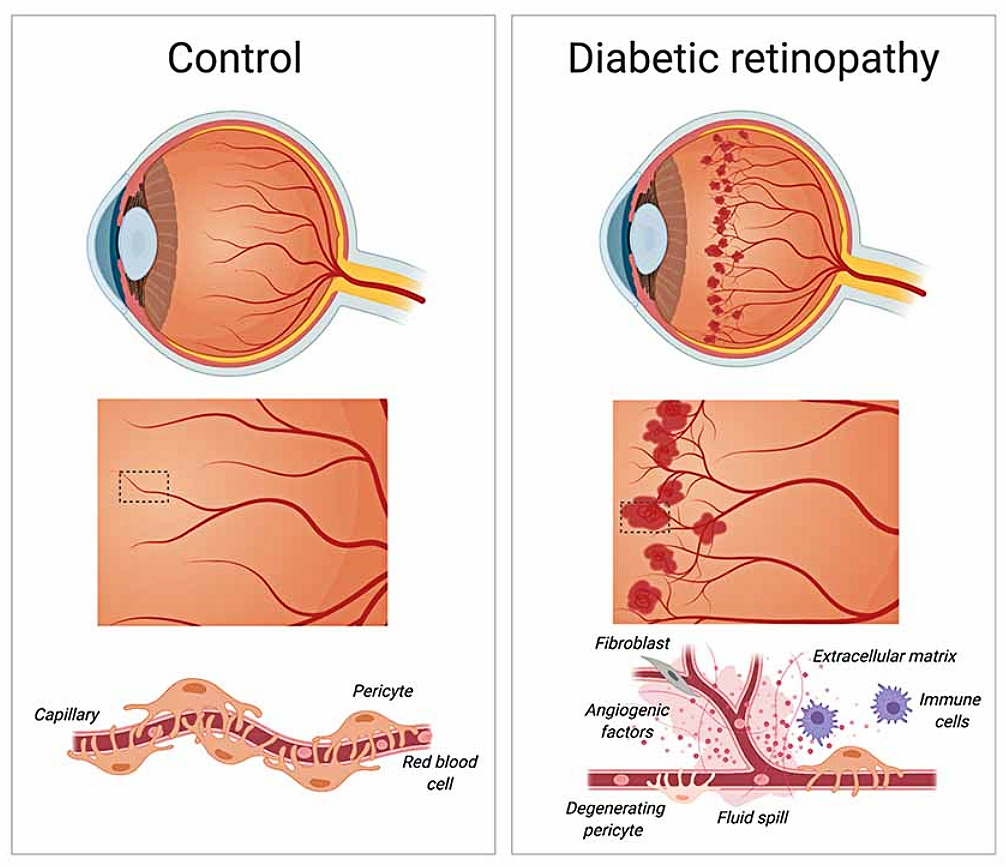
Tijdens de vroege stadia van diabetische retinopathie verzwakt het verlies van pericyten de bloedcapillairen in het netvlies, wat leidt tot de vorming van microaneurysma's, vloeistofverlies en bloedingen in de macula. Naarmate diabetische retinopathie vordert, leidt de groei van nieuwe en onregelmatige bloedvaten tot de vorming van littekenweefsel dat wazig zicht en verlies van gezichtsvermogen veroorzaakt.

Het netvlies van diabetische personen vertoont vaak verlies van pericyten, en dit verlies is een kenmerkende factor van de vroege stadia van diabetische retinopathie. Studies hebben aangetoond dat pericyten essentieel zijn bij diabetische personen om de endotheelcellen van netvlies haarvaten te beschermen. Bij het verlies van pericyten vormen zich microaneurysma's in de haarvaten. Als reactie hierop verhoogt het netvlies ofwel zijn vasculaire doorlaatbaarheid, wat leidt tot zwelling van het oog door een macula-oedeem, of vormt het nieuwe vaten die doordringen in het glasvocht van het oog. Het eindresultaat is vermindering of verlies van het gezichtsvermogen. Hoewel het onduidelijk is waarom pericyten verloren gaan bij diabetische patiënten, is een hypothese dat toxische sorbitol en glycosyleringseindproducten (AGE) zich ophopen in de pericyten. Vanwege de opbouw van glucose verhoogt het polyolpad zijn doorstroom, en hopen intracellulaire sorbitol en fructose zich op. Dit leidt tot osmotische onbalans, wat resulteert in celschade. De aanwezigheid van hoge glucosespiegels leidt ook tot de opbouw van AGE's, die ook cellen beschadigen.

### Neurodegeneratieve ziekten
Uit onderzoek is gebleken dat verlies van pericyten in de volwassen en ouder wordende hersenen leidt tot verstoring van de juiste hersendoorbloeding en het behoud van de bloed-hersenbarrière, wat neurodegeneratie en zenuwontsteking veroorzaakt. De apoptose van pericyten in de ouder wordende hersenen kan het gevolg zijn van een storing in de communicatie tussen groeifactoren en receptoren op pericyten. Platelet-derived growth factor B (PDGFB) wordt vrijgegeven door endotheelcellen in het hersenvaatstelsel en bindt zich aan de receptor PDGFRB op pericyten, waardoor hun proliferatie en bijdrage aan het vaatstelsel wordt geïnitieerd.

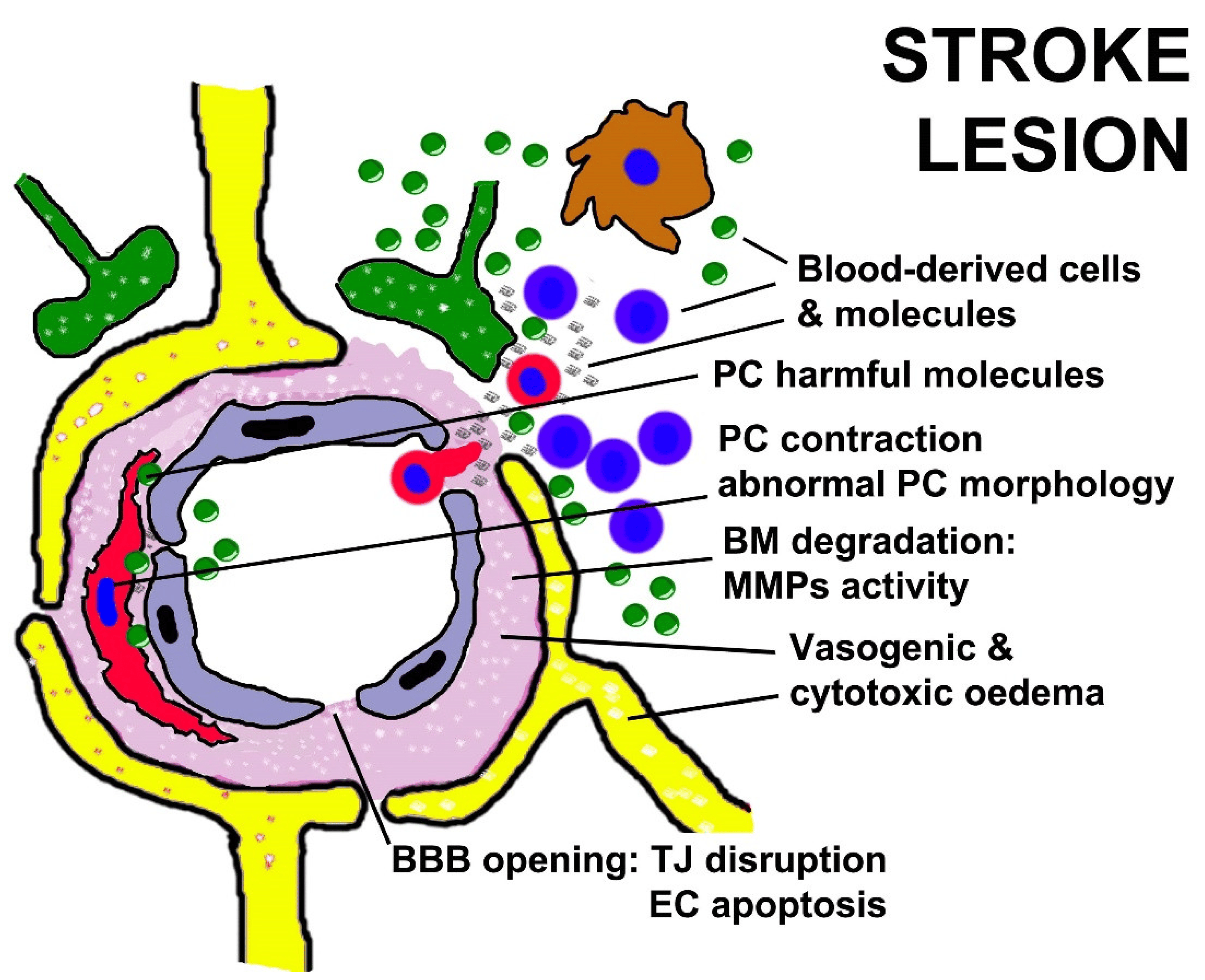
Schematische weergave van componenten van de neurovasculaire eenheid (NVU) in een beroertelaesie die wordt gedomineerd door bloed-hersenbarrière-lekkage, vasogeenzwelling van het basaalmembraan, cytotoxisch oedeem, een hypergecontracteerde toestand van de pericyt, loslating van de astrocyteindvoetjes van de pericyten en volledig verstoorde NVU-interacties: de TJ-eiwitten claudine-5 en occludine zijn beschadigd en er wordt vaak apoptose van de endotheelcellen waargenomen; het basaalmembraan wordt afgebroken door metalloproteasen, voornamelijk afgegeven door leukocyten die het basaalmembraan van het haarvat infiltreren en pericyten die veranderde endotheelcellen omhullen; grote hoeveelheden pro-inflammatoire mediatoren en fibrine(ogeen) zijn afkomstig uit de bloedbaan, maar er worden ook aanvullende schadelijke ontstekingsmoleculen afgegeven door pericyten.

Immuunhistochemische onderzoeken van menselijk weefsel van de ziekte van Alzheimer en amyotrofische laterale sclerose tonen verlies van pericyten en afbraak van de bloed-hersenbarrière. Muismodellen met een tekort aan pericyten (die genen missen die coderen voor stappen in de PDGFB:PDGFRB-signaalcascade) en een mutatie hebben die Alzheimer veroorzaakt, hebben een Alzheimer-achtige pathologie die verergerd is vergeleken met muizen met een normale pericytenbedekking en een mutatie die Alzheimer veroorzaakt.

### Beroerte
Bij een beroerte vernauwen pericyten de haarvaten in de hersenen en sterven vervolgens af, wat kan leiden tot een langdurige afname van de bloedstroom en verlies van de bloed-hersenbarrièrefunctie, waardoor de dood van zenuwcellen toeneemt.

## Endotheel- en pericytinteracties
Endotheelcellen en pericyten zijn onderling afhankelijk en het uitblijven van een goede communicatie tussen de twee celtypen kan leiden tot talrijke menselijke pathologieën.
Er zijn verschillende communicatiepaden tussen de endotheelcellen en pericyten. De eerste is de signalering van de transformerende groeifactor (TGF), die wordt gemedieerd door endotheelcellen. Dit is belangrijk voor de differentiatie van pericyten. Angiopoietine 1 en Tie-2-signalering zijn essentieel voor de rijping en stabilisatie van endotheelcellen. De signalering van de plaatjesafgeleide groeifactor (PDGF)-route van endotheelcellen rekruteert pericyten, zodat pericyten kunnen migreren naar zich ontwikkelende bloedvaten. Als dit pad wordt geblokkeerd, leidt dit tot een tekort aan pericyten. Sfingosine-1-fosfaat (S1P)-signalering helpt ook bij de rekrutering van pericyten door communicatie via G-proteïnegekoppelde receptoren. S1P stuurt signalen via GTPases die N-cadherinetransport naar endotheelmembranen bevorderen. Dit transport versterkt endotheelcontacten met pericyten.
Communicatie tussen endotheelcellen en pericyten is van vitaal belang. Het remmen van het PDGF-pad leidt tot pericytdeficiëntie. Dit veroorzaakt endotheelhyperplasie, abnormale verbindingen en diabetische retinopathie. Een gebrek aan pericyten veroorzaakt ook een upregulatie van vasculair endotheliale groeifactor (VEGF), wat leidt tot vaatlekkage en bloeding. Angiopoietine 2 kan fungeren als een antagonist voor Tie-2,  waardoor de endotheelcellen worden gedestabiliseerd, wat resulteert in minder interactie tussen endotheelcellen en pericyten. Dit leidt af en toe tot de vorming van tumoren. Net als de remming van het PDGF-pad verlaagt angiopoietine 2 de niveaus van pericyten, wat leidt tot diabetische retinopathie.

## Bijdrage van pericyten aan deneurogenesebij volwassenen
Het nieuwe bewijsmateriaal (vanaf 2019) suggereert dat neurale arteriole pericyten, onder instructie van aanwezige gliacellen, worden geherprogrammeerd tot interneuronen en lokale neuronale microcircuits verrijken.Deze respons wordt versterkt door gelijktijdige angiogenese.